# Recep Ivedik 2
Recep İvedik 2 este un film de comedie turcesc din 2009, regizat de Togan Gökbakar, cu Șahan Gökbakar în rolul unui personaj care încearcă să-și găsească de lucru și o nevastă pentru a-i face pe plac bunicii sale. Filmul, care a avut premiera în Turcia la 13 februarie 2009, a avut cele mai mari încasări în Turcia (22.372.988$). Personajul titular a fost creat de Șahan Gökbakar pentru emisiunea de comedie Dikkat Șahan Çıkabilir, care a fost transmisă din 2005 până în 2006. Filmul este precedat de Recep İvedik (2008) și urmat de Recep İvedik 3 (2010).

## Actori
- Șahan Gökbakar ... Recep İvedik
- Gülsen Özbakan .... Pakize Ivedik
- Efe Babacan .... Hakan Ivedik
- Çağrı Büyüksayar .... Ali Kerem
- Asiye Dinçsoy .... Yakuza
- Zeynep Çamcı .... Kasiyer
- Aysan Sümercan... Yoga Hocası
- Füsun Öztoprak
- Müjde Uzman
- Gülșah Șahin
- Esin Gündoğdu
- Oya Salman
- Yıldıray Yıldızoğlu
- Meltem İpekçi
- Ayfer Çalgıcı
- Erkan Baltacı
- Begüm Öner
- Ayșe Özkök
- Elif Burcu Barut
- Metoi Louis
- Hiroshi Nakama
- Fevzi Gökçe
- Affan Gürel